# Cursa E3 Saxo Bank Classic 2024
Cursa E3 Saxo Bank Classic 2024 a fost ediția a 66-a cursei de ciclism E3 Saxo Bank Classic, cursă de o zi. S-a desfășurat pe data de 22 martie 2024 și a făcut parte din calendarul UCI World Tour 2024. Cursa a fost câștigată de neerlandezul Mathieu van der Poel (Alpecin–Deceuninck), urmat de belgienii Jasper Stuyven de la Lidl–Trek și Wout van Aert de la Visma–Lease a Bike. 

## Echipe participante
La această cursă au participat 25 de echipe: cele 18 din UCI World Tour invitate automat, la care s-au adăugat șapte echipe continentale care au primit wildcard-uri.

### Echipe UCI World
| - Alpecin–Deceuninck - Arkéa–B&B Hotels - Astana Qazaqstan Team - Team Bahrain Victorious - Bora–Hansgrohe - Cofidis - Decathlon–AG2R La Mondiale - DSM–Firmenich PostNL - EF Education–EasyPost | - Groupama–FDJ - Ineos Grenadiers - Intermarché–Wanty - Lidl–Trek - Movistar Team - Soudal–Quick-Step - Team Jayco–AlUla - Visma–Lease a Bike - UAE Team Emirates |  |

### Echipe continentale profesioniste UCI
| - Bingoal WB - Israel–Premier Tech - Lotto–Dstny - Q36.5 Pro Cycling Team | - Team Flanders–Baloise - Tudor Pro Cycling Team - Uno-X Mobility |  |

## Rezultate
| \| Clasament general \| Clasament general \| Clasament general \| Clasament general \| Clasament general \| \| Ciclist \| Ciclist \| Echipă \| Timp \| \| \| ----------------- \| -------------------- \| -------------------------- \| ----------------- \| ----------------- \| \| 1. \| Mathieu van der Poel \| Alpecin-Deceuninck \| 4h 39' 39" \| \| \| 2. \| Jasper Stuyven \| Lidl-Trek \| + 1' 31" \| \| \| 3. \| Wout van Aert \| Team Visma \\| Lease a Bike \| + 1' 34" \| \| \| 4. \| Tim Wellens \| UAE Team Emirates \| + 1' 48" \| \| \| 5. \| Matteo Jorgenson \| Team Visma \\| Lease a Bike \| + 1' 50" \| \| \| 6. \| Jhonatan Narváez \| Ineos Grenadiers \| + 1' 52" \| \| \| 7. \| Nils Politt \| UAE Team Emirates \| + 2' 48" \| \| \| 8. \| Toms Skujiņš \| Lidl-Trek \| + 2' 48" \| \| \| 9. \| Vincenzo Albanese \| Arkéa-B&B Hotels \| + 2' 48" \| \| \| 10. \| Alex Kirsch \| Lidl-Trek \| + 2' 48" \| \| |                      |                            |            |
| |                      |                            |            |
| Source: ProCyclingStats |                      |                            |            |
| Clasament general |                      |                            |            |
| Ciclist | Ciclist              | Echipă                     | Timp       |
| 1. | Mathieu van der Poel | Alpecin-Deceuninck         | 4h 39' 39" |
| 2. | Jasper Stuyven       | Lidl-Trek                  | + 1' 31"   |
| 3. | Wout van Aert        | Team Visma \| Lease a Bike | + 1' 34"   |
| 4. | Tim Wellens          | UAE Team Emirates          | + 1' 48"   |
| 5. | Matteo Jorgenson     | Team Visma \| Lease a Bike | + 1' 50"   |
| 6. | Jhonatan Narváez     | Ineos Grenadiers           | + 1' 52"   |
| 7. | Nils Politt          | UAE Team Emirates          | + 2' 48"   |
| 8. | Toms Skujiņš         | Lidl-Trek                  | + 2' 48"   |
| 9. | Vincenzo Albanese    | Arkéa-B&B Hotels           | + 2' 48"   |
| 10. | Alex Kirsch          | Lidl-Trek                  | + 2' 48"   |

## Legături externe
- Site web oficial